# ATP Buenos Aires 2007
L'ATP di Buenos Aires 2007 è stato un torneo di tennis giocato sulla terra rossa.
È stata la 68ª edizione dell'ATP di Buenos Aires, che fa parte della categoria International Series nell'ambito dell'ATP Tour 2007.
Si è giocato nel Buenos Aires Lawn Tennis Club di Buenos Aires in Argentina, dal 19 al 25 febbraio 2007.

## Campioni

### Singolare
Juan Mónaco ha battuto in finale  Alessio di Mauro, 6-1, 6-2

### Doppio
Martín García /  Sebastián Prieto hanno battuto in finale  Albert Montañés /  Rubén Ramírez Hidalgo, 6-4, 6-2